# Cyrtonus gadorensis
Cyrtonus gadorensis là một loài bọ cánh cứng trong họ Chrysomelidae. Loài này được Cobos miêu tả khoa học năm 1954.